# Edition Peters
Edition Peters es una editorial Alemana de partituras, fundada en el 1800 en Leipzig.

## Historia
Desde 1860 se ha dirigido por la familia Hinrichsen, de origen Judío. La compañía fue confiscada por los nazis durante la Segunda Guerra Mundial. Los directores no sobrevivieron el Shoah. Después de la guerra la compañía recibió un permiso de la Unión Soviética para seguir funcionando.
Walter Hinrichsen volvió a fundar la compañía en Nueva York en 1948.
Ahora la editorial tiene sedes en Londres, Frankfurt, Nueva York y Leipzig.